# Пешмерга
Пешмерга, дословно Они који се суочавају са смрћу, оружане су снаге Курдистанског Региона, аутономне регије у Ираку. С обзиром да је ирачкој војсци према Уставу Ирака забрањен улазак у Курдистански Регион, Пешмерга, заједно са својим сигурносним подружницама, одговрона је за сигурност у Курдистанском Региону. Ове подружнице су асајиши (обавјештајна агенција), парастин (испомоћ обавјештајној агеницји) и зеравани (жандармерија). Пешмерга је постојала прије Ирака, почевши од строге племенске псеудовојне граничне страже за вријеме владавине Османлија и Сафавида, а касније је постала добро обучена, дисциплинована герилска снага у 19. вијеку.
Формално, Пешмерга се налази под командом министарства за питање пешмерга у Курдистанској регионалној влади. У стварности, Пешмерга је увелико подијељена и под одвојеном контролом двије регионалне политичке странке — Курдистанска демократска странка и Патриотски савез Курдистана. Обједињавање и интегрисање Пешмерга је јавна агенда од 1992. године, али снаге опстају подијељене због фракционализма који се показао као главни камен спотицања.
Током ирачког рата 2003. године, пешмерге су одиграле кључну улогу у мисији заробљавања Садама Хусеина. У новом ирачком рату 2014. године, пешмерге су преузеле контролу над појединим деловима северног и источног Ирака, са којих се ирачка војска повукла пред милитантима такозване Исламске Државе. За време овог рата, Пешмерге су успеле да одбране Ирачки Курдистан и да одрже линију фронта према Исламској Држави, а до фебруара 2015. године, преко 1000 пешмерги је изгубило живот у борбама.